# La Passion de Dodin Bouffant
La Passion de Dodin Bouffant is een Franse film uit 2023, geregisseerd en geschreven door Trần Anh Hùng. In Nederland werd de film uitgebracht als Le pot-au-feu. Het hoofdkarakter is gebaseerd op het fictief personage Dodin-Bouffant die werd gecreëerd door Marcel Rouff in zijn roman La Vie et la passion de Dodin-Bouffant, gourmet uit 1924.

## Verhaal
De film speelt zich af in 1885 en vertelt over de romance tussen een kokkin Eugénie (Juliette Binoche) en Dodin Bouffant (Benoît Magimel), de fijnproever voor wie ze al 20 jaar werkt.

## Rolverdeling
| Acteur                  | Personage      |
| ----------------------- | -------------- |
| Juliette Binoche        | Eugénie        |
| Benoît Magimel          | Dodin Bouffant |
| Bonnie Chagneau-Ravoire | Pauline        |
| Jean-Marc Roulot        | Augustin       |

## Productie
De film werd in april en mei 2022 opgenomen in een kasteel nabij Segré-en-Anjou Bleu in het Franse departement Maine-et-Loire.

## Release en ontvangst
La Passion de Dodin Bouffant ging op 24 mei 2023 in première in de officiële competitie van het Filmfestival van Cannes. De film kreeg gemengde kritieken van de Franse filmcritici, met een score van 3,1 op 5. De film werd geselecteerd als Franse inzending voor de beste niet-Engelstalige film voor de 96ste Oscaruitreiking en kwam in december 2023 op de shortlist.

## Prijzen en nominaties
De belangrijkste:
| Jaar | Prijs                   | Categorie       | Genomineerde(n) | Uitslag     |
| ---- | ----------------------- | --------------- | --------------- | ----------- |
| 2023 | Filmfestival van Cannes | Gouden Palm     | Trần Anh Hùng   | Genomineerd |
| 2023 | Filmfestival van Cannes | Beste regisseur | Trần Anh Hùng   | Gewonnen    |